# Ogólnorosyjskie Kolegium do spraw Formowania Armii Czerwonej
Ogólnorosyjskie Kolegium do Spraw Formowania Armii Czerwonej – zostało powołane 7 lutego 1918 przez bolszewików w celu sformowania przyszłej Armii Czerwonej. Oddział Organizacyjno-Agitacyjny przy tymże Kolegium było pierwszym w historii organem kierującym pracą polityczną w wojsku.